# Elita Aizemberg
Elita Aizemberg (También figura como Aizenberg) es una actriz de cine, teatro y televisión argentina de destacada trayectoria artística. 

## Carrera
Actriz indudablemente teatral, se caracteriza por su versatilidad al momento de componer papeles con alto contenido dramático en decenas de obras teatrales. Se inició en teatro a mediados de la década de 1950 junto con figuras como Cipe Lincovsky, con quien tuvo una importante participación en las actividades culturales de la colectividad judía en la Argentina, Norman Briski, Ulises Dumont, Samuel Dan, Norma Pons, Edgardo Moreira, entre otros.
En cine apareció en las películas Mamá querida, de 1988, dirigida por Silvio Fischbein junto a Chela Ruiz, Víctor Laplace y Selva Alemán, y Sotto voce de 1996, con Patricio Contreras, Lito Cruz y Norma Pons.
El 27 de agosto de 2012, en el Teatro Tabarís, la Fundación SAGAI le entregó el premio «Reconocimiento a la Trayectoria 2012» a figuras del medio audiovisual mayores de 80 años.
Entre sus actuaciones teatrales más aclamadas se encuentra la versión de la obra Diario de Ana Frank en su rol principal. Fue junto a Jordana Fain, Marta Gam, Cipe Lincovski, Ignacio Finder, Abraham Vigo, Max Berliner y Alejandro Oster, una de las integrantes de la IFT, un grupo de artistas de origen judío.
Su hermana es la prestigiosa primera actriz Adriana Aizemberg y su cuñado fue el actor Carlos Moreno.

## Filmografía
- 1996: Sotto voce.
- 1988: Mamá querida.

## Televisión
- 2004: Epitafios.[3]
- 1962/1968: La familia Falcón.

## Teatro
- 2005/2006: Volvió una noche.
- 2001/2002: Nadar en tierra.
- 1982: El corso.[4]
- 1977: El primero
- 1962: El Diablo Pe-te.
- 1960: Tres hermanas, de Chéjov, dirigida por Oscar Fessler
- 1955: Las brujas de Salem